# Angela Ascher

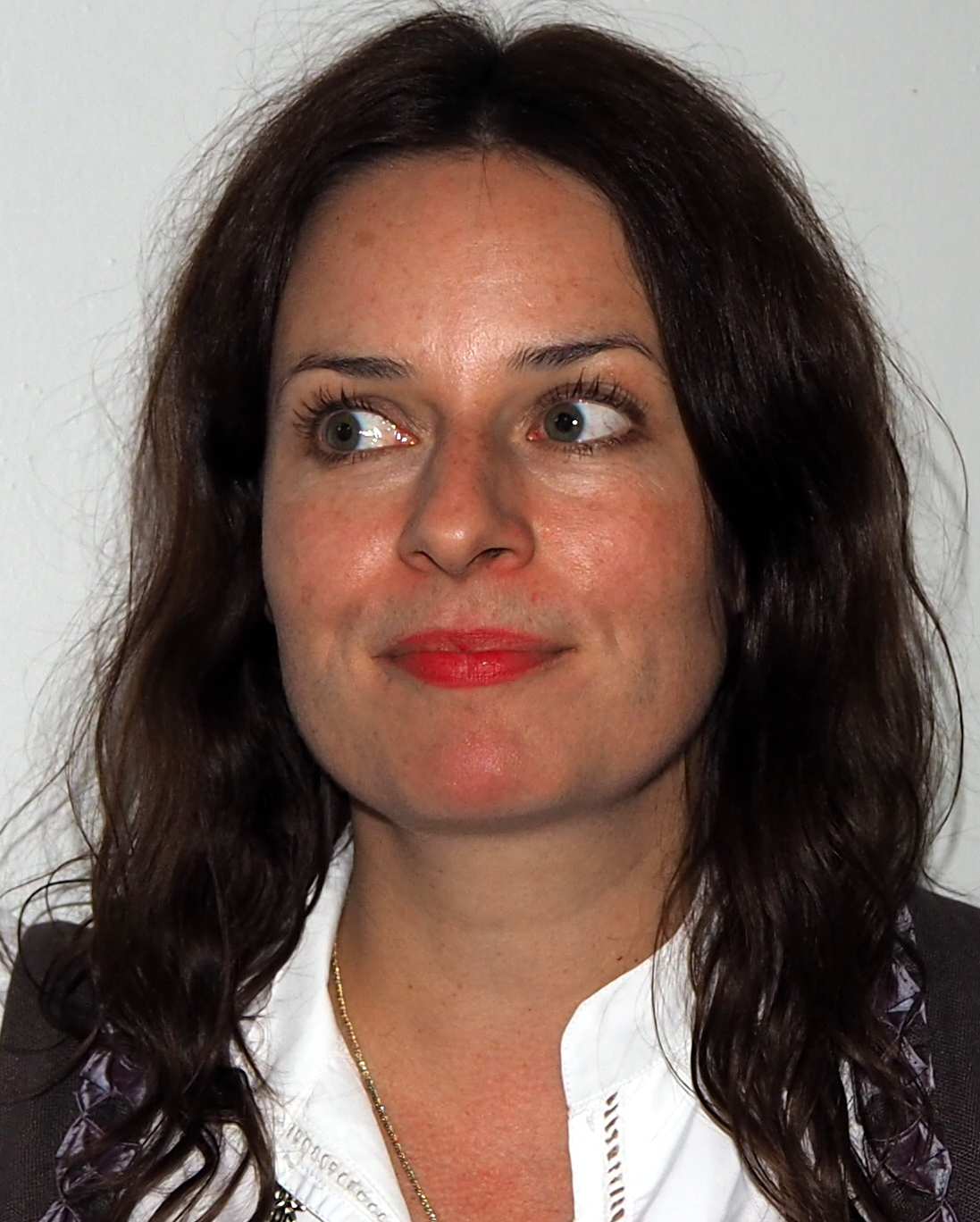
Angela Ascher (2018)

Angela Ascher (* 26. Dezember 1977 in Landshut, Bayern) ist eine deutsche Schauspielerin.

## Leben und Karriere
Ascher wuchs wie ihre Schwester Simone Ascher (ebenfalls Schauspielerin) in Dorfen auf, wo ihr Vater Simon Ascher Lehrer an der lokalen Hauptschule war. Bei der Dorfener Gymnasium-Theatergruppe erwarb sie erste Schauspiel-Erfahrung. Ascher ist verheiratet und hat zwei Töchter. Sie lebt in München.
Ihre künstlerische Ausbildung absolvierte Ascher von 1996 bis 2001 an der Hochschule für Musik und Theater Hamburg. Daneben erwarb sie von 1999 bis 2000 ein DAAD-Stipendium an der Filmhochschule in Los Angeles.
Ascher war am Deutschen Schauspielhaus in Hamburg, am Thalia Theater (Hamburg), am Theater Oberhausen und am Theater Chemnitz engagiert. Von 2009 bis 2010 spielte sie am Schauspielhaus Wien. 2010 spielte sie in Folgen der ARD-Telenovela Sturm der Liebe die Rolle der Sängerin Chandana.
Im Singspiel bei der Starkbierprobe auf dem Münchner Nockherberg übernahm Ascher 2011–2012 die Rolle der Christine Haderthauer, 2013–2018 die der Ilse Aigner.
Seit 2024 ist sie mit ihrem ersten Soloprogramm Verdammt, ich lieb' mich unterwegs.

## Filmografie
- 1997: Die Feuerengel (Fernsehserie, 5 Folgen)
- 1997: Gleislichter (Kurzfilm)
- 1997: Evelyn Hamanns Geschichten aus dem Leben (Fernsehserie, 1 Folge)
- 1997–1999: Verkehrsgericht (Fernsehserie, 2 Folgen, verschiedene Rollen)
- 1999–2017: SOKO München (Fernsehserie, 2 Folgen, verschiedene Rollen)
- 1999: Der letzte Zeuge (Fernsehserie, 1 Folge)
- 2000: Die Cleveren (Fernsehserie, 1 Folge)
- 2000: Schneller als der Zug (Kurzfilm)
- 2001: Der Mistkerl
- 2003: Tatort: Mietsache (Fernsehreihe)
- 2003: Wilsberg und der stumme Zeuge (Fernsehreihe)
- 2003: Liebe in letzter Minute
- 2003–2004: Das Büro (Fernsehserie, 16 Folgen)
- 2004–2007: Ein Fall für zwei (Fernsehserie, 2 Folgen, verschiedene Rollen)
- 2005: Alphateam – Die Lebensretter im OP (Fernsehserie, 1 Folge)
- 2005: Im Namen des Gesetzes (Fernsehserie, 1 Folge)
- 2005–2009: In aller Freundschaft (Fernsehserie, 2 Folgen, verschiedene Rollen)
- 2006: Utta Danella: Eine Liebe im September
- 2007–2020: Die Rosenheim-Cops (Fernsehserie, 2 Folgen, verschiedene Rollen)
- 2007: Der Staatsanwalt (Fernsehserie, Folge: Hungrige Herzen)
- 2008: Der Bergdoktor (Fernsehserie, 1 Folge)
- 2008: Was wenn der Tod uns scheidet?
- 2008: Die Schnüfflerin – Peggy kann’s nicht lassen
- 2008: Liebe, Babys und ein großes Herz – Das Versprechen (Filmreihe)
- 2009: Der Fall des Lemming
- 2009: Der Kaiser von Schexing (Fernsehserie, 1 Folge)
- 2009–2010: Kanal fatal (Fernsehserie, 11 Folgen)
- 2010: Sturm der Liebe (Fernsehserie, 2 Folgen)
- 2010: Der Film Deines Lebens
- 2010: Garmischer Bergspitzen
- 2010: Die Bergretter (Fernsehserie, 2 Folgen)
- 2011: SOKO Wien (Fernsehserie, Folge: Date mit dem Tod)
- 2011–2018: Nockherberg Starkbierprobe – Singspiel als Christine Haderthauer und Ilse Aigner
- 2011: Tatort: Jagdzeit (Fernsehreihe)
- 2011: Weißblaue Geschichten (Fernsehserie, 1 Folge)
- 2012: SOKO Kitzbühel (Fernsehserie, 1 Folge)
- 2012: SOKO Wismar (Fernsehserie, 1 Folge)
- 2014: Die Sache mit der Wahrheit
- 2015–2022: Hubert und Staller (Fernsehserie, 2 Folgen, verschiedene Rollen)
- 2016: Notruf Hafenkante (Fernsehserie, Folge: Die Sennerin von Waseberg)
- 2017: WaPo Bodensee (Fernsehserie, Folge: Das schwächste Glied)
- 2018: Die Erfindung Bayerns
- 2018: Safari – Match Me If You Can
- 2020: Oktoberfest 1900 (Fernsehserie, 3 Folgen)
- 2020: Über Land (Fernsehserie, 1 Folge)
- 2020: Trost, Kraft & Kolleg*innen (Fernsehserie, 1 Folge)
- 2020: Schlachthof (Fernsehserie, 1 Folge)
- 2020: Hochzeitsstrudel und Zwetschgenglück
- seit 2020: Fraueng’schichten (Fernsehserie)
- 2022: In aller Freundschaft – Die jungen Ärzte (Fernsehserie, Folge: Angst)
- 2022: Watzmann ermittelt (Fernsehserie, Folge: Bienenstich)
- 2023: Weihnachtspäckchen ... haben alle zu tragen
- 2024: Daheim in den Bergen – Wunsch und Wirklichkeit